# Valle Varaita
Koordinaten: 44° 35′ 0″ N, 7° 4′ 0″ O
Das Valle Varaita, auch Val Varaita oder Varaitatal, ist ein etwa 50 km langes piemontesisches Tal im italienischen Teil der Cottischen Alpen. Es gehört zur Provinz Cuneo und umfasst mit seinen 14 Gemeinden und knapp 18.000 Einwohnern eine Fläche von 47.134 ha. Namensgeber ist die etwa 100 km lange Varaita, deren beide Oberläufe sich bei Casteldelfino vereinen; von dort fließt die Varaita ostwärts durch das Tal.

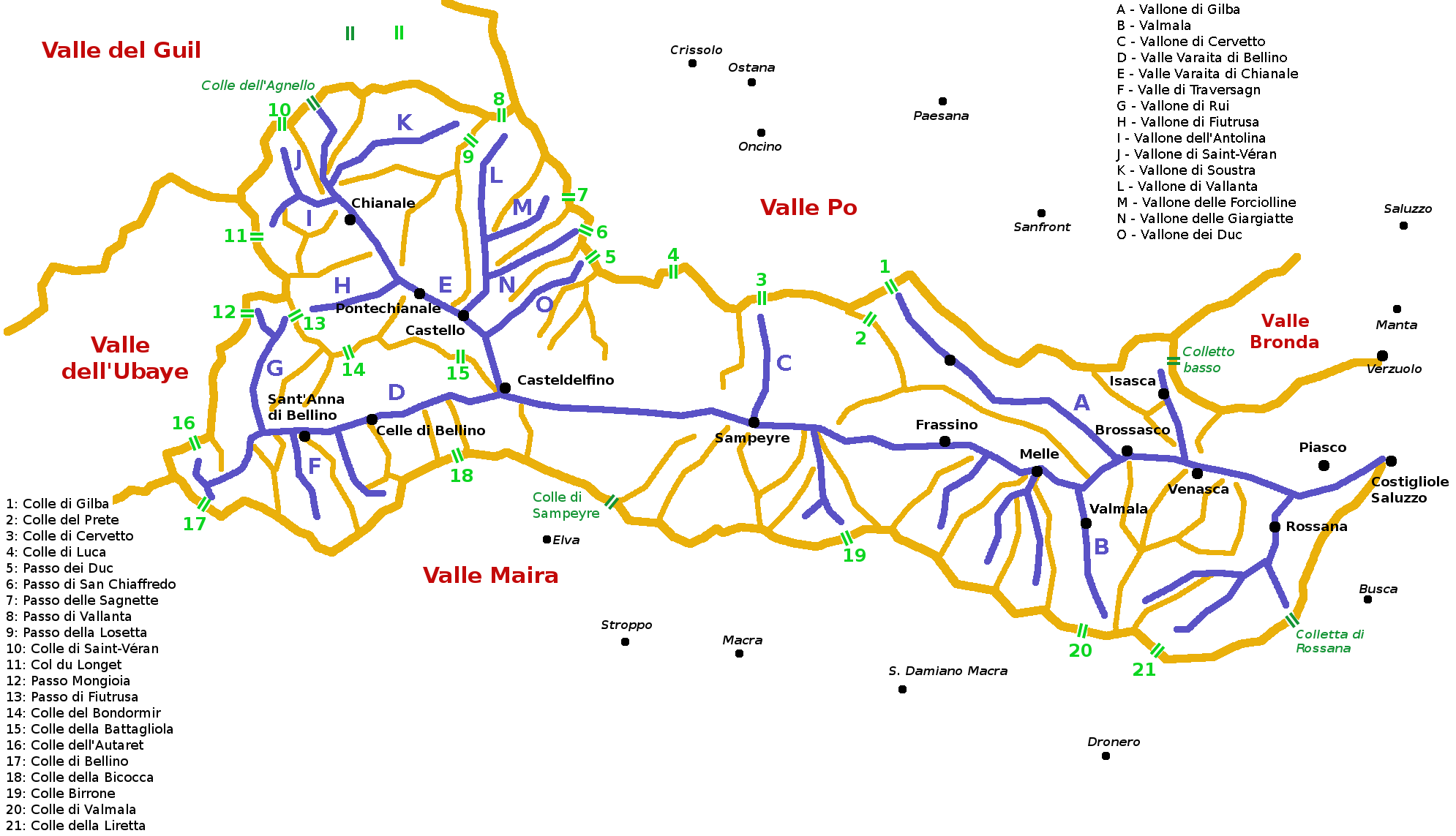
Übersichtskarte des Varaitatals mit seinen Gemeinden, Gewässern und Pässen sowie der Lage der Nachbartäler

## Geographie

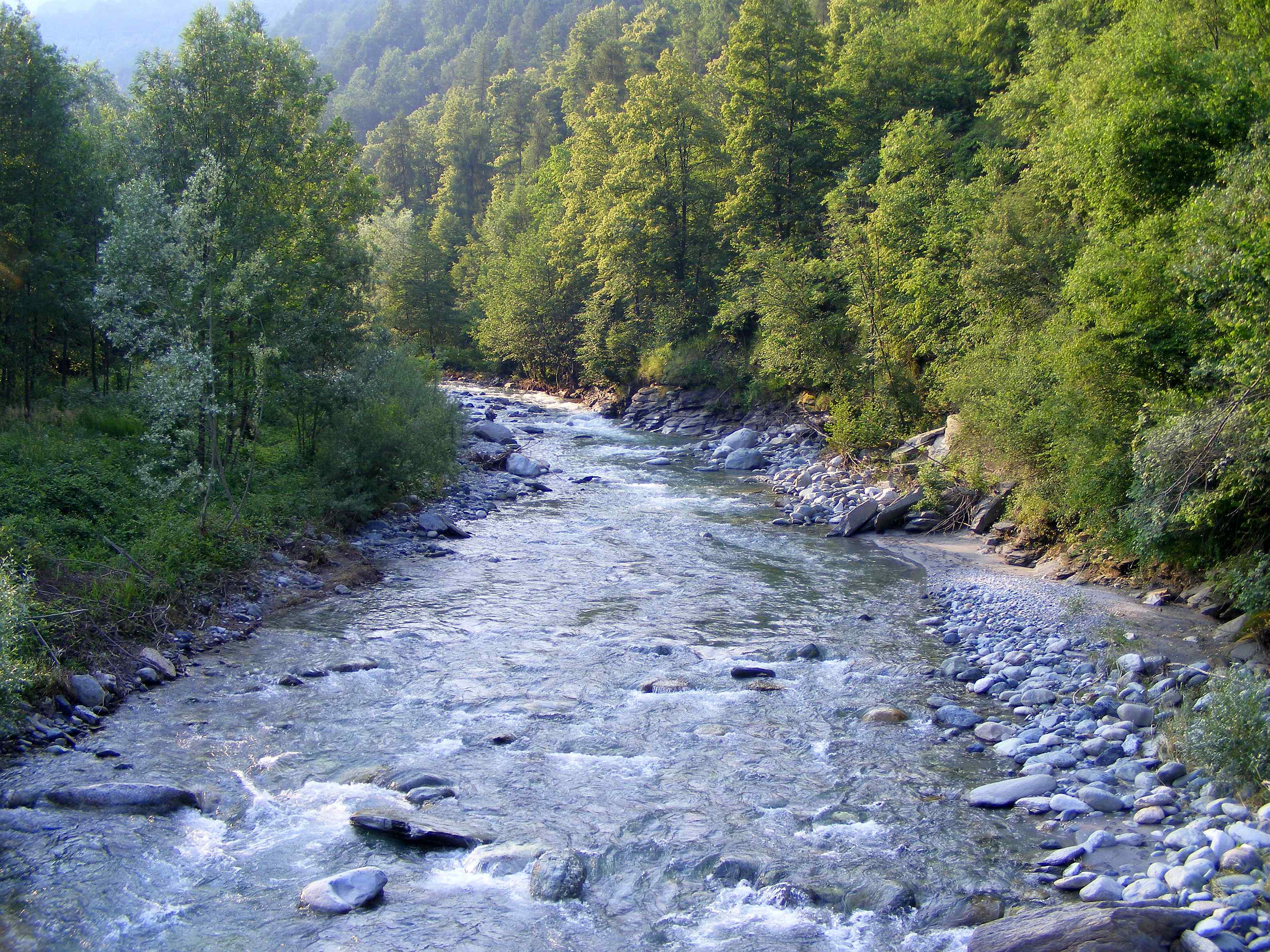
Die Varaita bei Melle

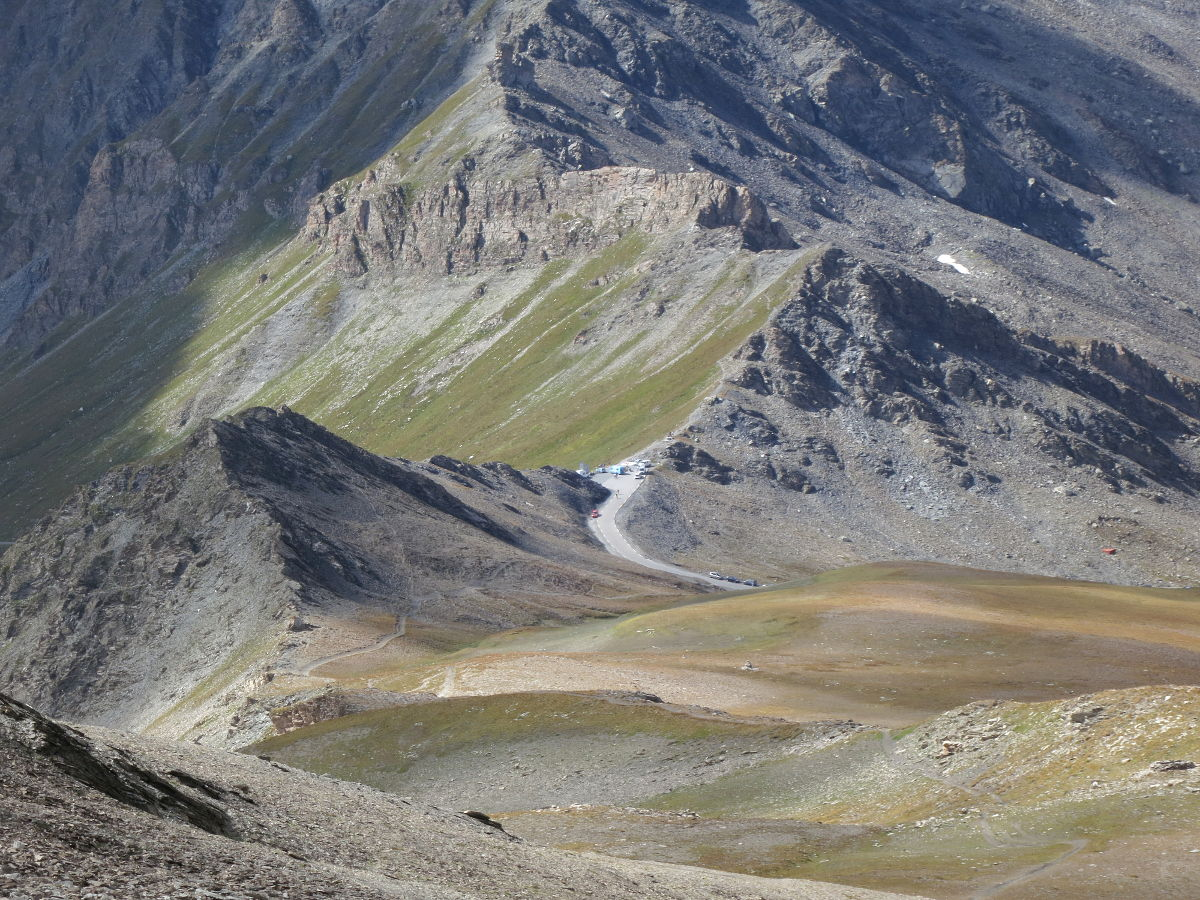
Der Col Agnel am Nordwestende des Varaitatales

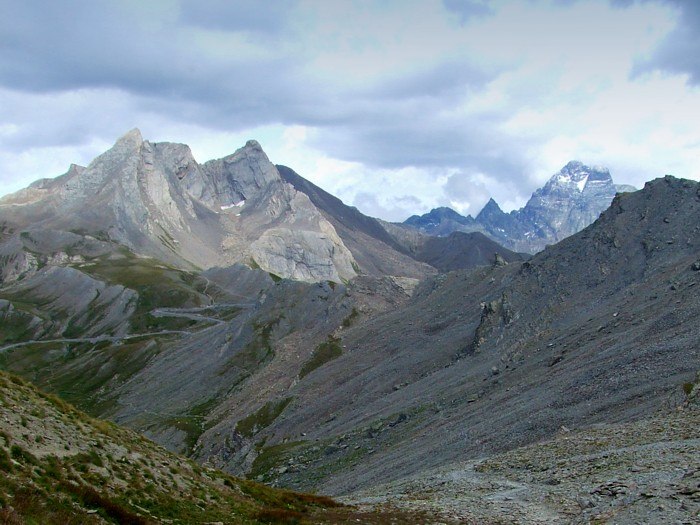
Über dem Col Agnel erheben sich die beiden Gipfel des Pain de sucre und des Pic d'Asti, die beide über 3200 m hoch sind, rechts der Monviso, der mit 3841 m höchste Berg der Cottischen Alpen

Das Tal weist eine Länge von 32 km auf, wobei es von Ost nach West, von Costigliole Saluzzo bis zum Col Agnel (Colle dell'Agnello), von etwa 400 m bis auf mehr als 3000 m ansteigt.
Zwischen dem Oberlauf der Varaita und des Po liegt der 3841 m hohe Monviso (Monte Viso), der höchste Berg der Cottischen Alpen. Das Varaitatal verläuft west-östlich vom Alpenhauptkamm bis zur Poebene, genauer gesagt den Collinari di Verzuolo und Costigliole Saluzzo. An diesem Gebirgskamm, der hier mit der französischen Grenze zusammenfällt, entspringen die beiden Quellflüsse der Varaita, die Varaita di Bellino und die Varaita di Chianale. Diese beiden fließen bei Casteldelfino zusammen. Die Varaita nimmt eine Reihe von Bächen und Flüssen auf, von denen linksseitig eine Reihe die Valloni di Gilba und di Isasca durchfließen, rechtsseitig die Valloni di Valmala und di Lemma. Der Talausgang liegt rund 10 km südlich von Saluzzo. Die Varaita fließt von dort nach Nordost und mündet nach etwa 30 km in den Po, dessen Quelle gleichfalls im Gebiet des Monviso liegt, nämlich im Valle Po.
Paralleltäler zum Varaitatal sind das Valle Po im Norden und das Valle Maira im Süden - hinzu kommt das kleine Valle Bronda im Nordosten. Westlich schließen sich auf der französischen Seite die oberen Täler der Ubaye und des Guil an.
Die 14 Talgemeinden vom Ausgang des Tales betrachtet sind: Verzuolo (420 m), Costigliole Saluzzo (476 m), Piasco (480 m), Rossana (535 m) und Venasca (549 m) im untersten Tal. Dann folgen Isasca (660 m), Brossasco (587 m), wo sich das Vallone di Gilba öffnet, schließlich folgen westwärts Melle (683 m) und Valmala (831 m), Frassino (750 m) und Sampeyre (971 m) sowie Casteldelfino (1296 m), wo sich das Varaitatal aufteilt, nämlich in das Valle di Bellino Richtung Westen mit der Gemeinde Bellino und der Varaita di Bellino als Namensgeber, sowie das Varaitatal nordwestwärts mit der Gemeinde Pontechianale (1610 m) und dem weiter oberhalb gelegenen Chianale (1797 m). Der Bach, der den Talboden dort durchfließt, ist die Varaita di Chianale.
Spätestens seit den Römern ist der Bosco dell’Alevé, der Alven- oder Zirbenwald bekannt, der sich nördlich von Casteldelfino erstreckt. Seine Baumbestände sind bis über 600 Jahre alt und der Wald dehnt sich über eine Fläche von 825 ha in Höhen zwischen 1500 und 2500 m aus. Mitte des 18. Jahrhunderts wurde er bei militärischen Auseinandersetzungen in großem Ausmaß zerstört, um Palisaden zwischen dem Monviso und den Flanken des Monte Pelvo zu errichten. Da das Holz beim Verbrennen stark raucht, war es als Brennholz nicht zu gebrauchen, allerdings ist es in jungen Jahren leicht zu bearbeiten. Weite Teile des ursprünglichen Habitats wurden seither von Lärchen besiedelt. Erst 1949 und deutlicher im Jahr 2000 wurde der Zirbenwald unter Schutz gestellt.

## Verkehr und Wegesystem
Den Hauptzugang für den Straßenverkehr stellen die strade provinciali n. 8 und 105 dar. Sie reichen von Costigliole Saluzzo bis ins obere Tal, bzw. bis Queyras durch das Valico dell'Agnello. Costigliole Saluzzo ist wiederum durch die Autostrada A6 Turin-Savona, bzw. die Strada statale Laghi di Avigliana verbunden. Straßenverbindungen bestehen über den Colle di Sampeyre 2284 m nach Elva im Maira-Tal sowie über den Colle dell’Agnello 2748 m ins französische Queyras.
Busverbindungen bestehen zwischen Turin über Saluzzo ins Valle Varaita mit den autolinee ATI S.p.A., Saluzzo (CN), sowie über Fossano und Savigliano, die die autolinee Gunetto, Fossano (CN) betreiben. Darüber hinaus bestehen Verbindungen nach Nizza-Cuneo-Savigliano (autolinee Allasia, Savigliano), schließlich über die strada provinciale Brossasco-Valmala und Casteldelfino-Bellino.
Bahnverbindungen bestehen bis Costigliole Saluzzo und Verzuolo.
Das obere Varaita-Tal wird von Fernwanderwegen des Systems Grande Traversata delle Alpi / Via Alpina / Sentiero Italia gequert.

## Geschichte
Zahlreiche Petroglyphen deuten darauf hin, dass das Tal spätestens seit der Bronzezeit besiedelt worden ist. Dabei lässt sich eine frühe pastorale Kultur fassen. Auch lässt sich die keltische Bevölkerung anhand von Ortsnamen nachweisen. Der Name des Tales stammt aus dem Keltischen.

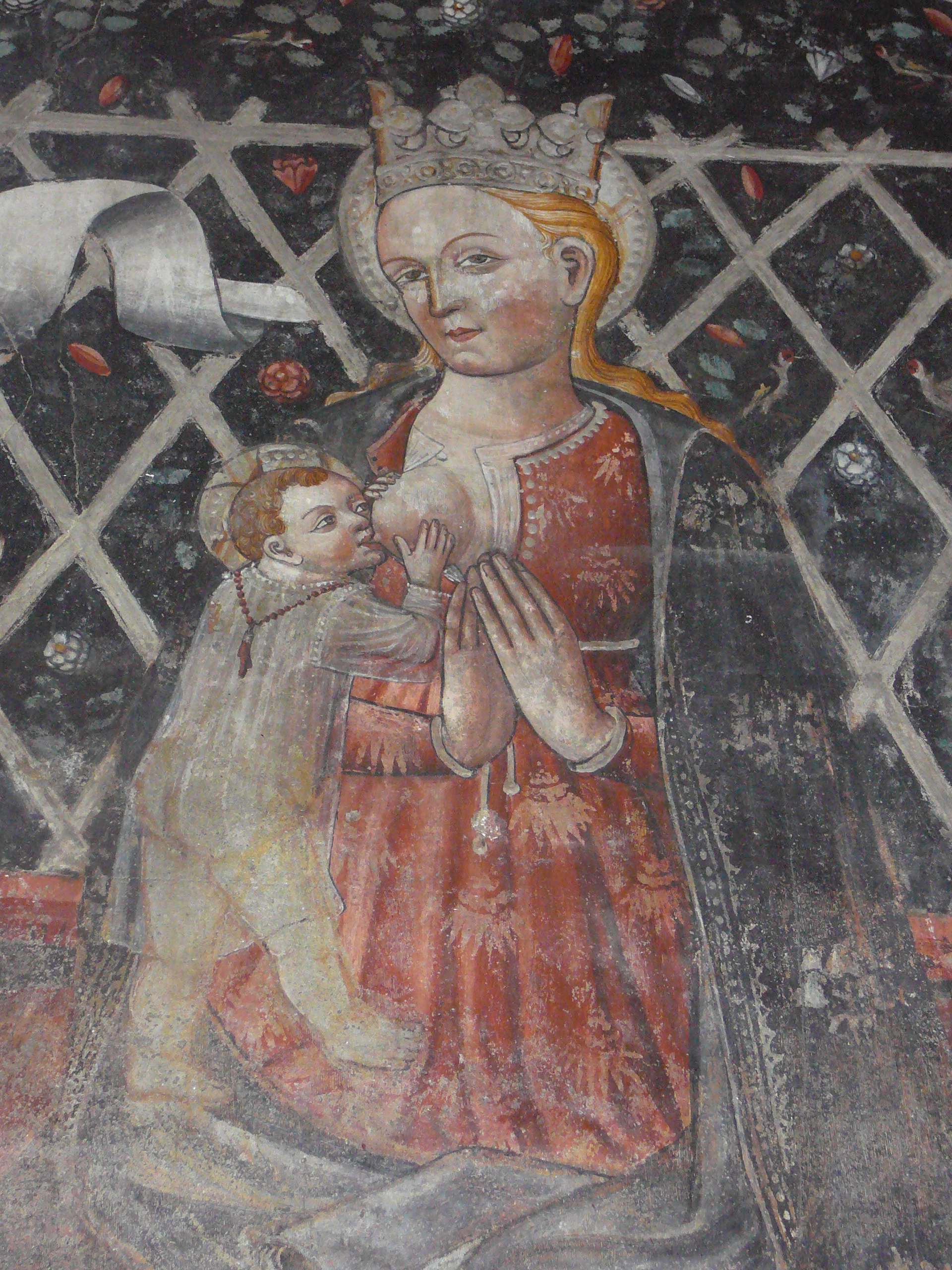
Stillende Maria in der Kirche Pietro e Paolo von Sampeyre

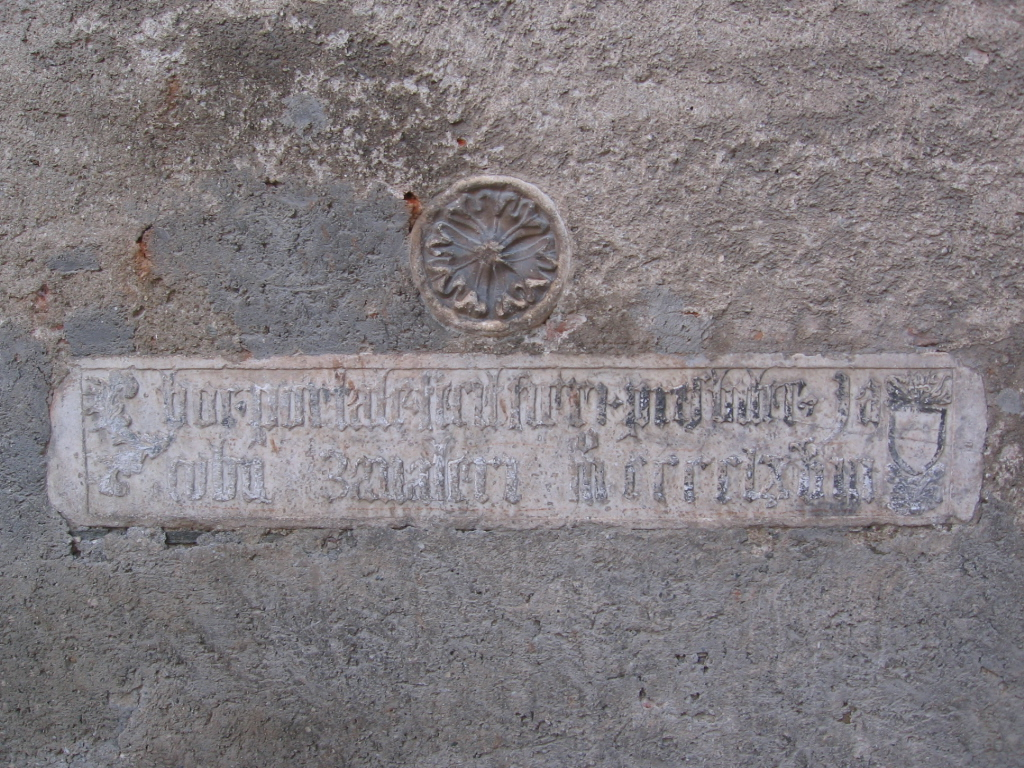
Inschrift an der Kirche von Venasca: „Hoc portale fecit fieri bresbyter Jacobus Zavateri MCCCCLXVIII“ (sinngemäß: Dieses Portal ließ Presbyter Jacopo Zavateri 1468 anfertigen). Die älteste erhaltene Widmungsinschrift des mittleren Tales befindet sich an der Casa Clary in Piasso in der Kommune Sampeyre. Sie stammt aus dem Jahr 1455.

Mit der Schenkung des Jahres 998 durch Otto III. kam das Tal an den Bischof von Turin, Amizo oder Adam (983–998). In dieser Urkunde, ausgestellt in Pavia, erscheint zum ersten Mal der Name des Tales „quae vulgo dicitur vallis Varaitana“.
Das obere Tal gehörte allerdings vom 13. Jahrhundert bis 1713 zur Dauphiné. Dabei bewahrte sich das Gebiet als eines der Escartons weitgehende Autonomie. Als escartons bezeichnete man diejenigen Gebiete, die zu gleichen Teilen bestimmte Abgaben und Leistungen für die Dauphiné erbringen mussten, sich aber ansonsten eine umfassende Autonomie sichern konnten. 1343 kauften die Gemeinden dem Grundherrn seine Rechte ab, so dass eine Art „Bauernrepublik“ entstand. Dabei erhielt der Hauptort der Castallata, Casteldelfino, eine mächtige Burg, die in einer Karte von 1421/22 als „Iacium Chastelleti“ erscheint. Die Grenze verlief bei Sampeyre, dem heutigen Hauptort des Tales, wo sich mit der Casa Clary di Sampeyre das älteste datierte profane Haus des Tals befindet. Es wurde 1455 errichtet.
Casteldelfino hieß ursprünglich Villa S. Eusebio und lag weiter flussabwärts. Nach der verheerenden Überflutung des Jahres 1391 wurde der Hauptort im Borgo di S. Margherita wiederaufgebaut. Der anscheinend von Humbert II. beigelegte Name Castrum Delfini verweist auf die Burg, die 1336 errichtet worden war. Diese wurde 1690 weitgehend zerstört, so dass heute nur noch Reste der Umfassungsmauer erhalten sind. Vom 1391 zerstörten S. Eusebio blieb nur die Kirche aus dem 12. Jahrhundert bestehen. Bellino, das ebenfalls zur Kastellanei Casteldelfino gehörte, führt seinen Namen auf den keltischen Gott Belenus zurück. Wahrscheinlich geht er jedoch auf das französische belins zurück, das die Ziegen bezeichnete. Bellino wiederum besteht aus zwei Borgate, nämlich dem Cartier n’Aval  (dem unteren Quartier), das wiederum aus den Kernen Ribiera, Masdelbernard, Chiesa, Fontanile, Blas und Pleyne besteht, sowie dem Cartier n’Aout (dem oberen Quartier), das aus den Borgate Prafauchier, Celle und Chiazale gebildet wird.
Trotz der formalen Herrschaft unter Umberto II Delfino, Humbert II., gelang es den Tälern, ein großes Maß an Autonomie zu wahren, die am 29. Mai 1343 in den rechtlichen Rahmen der Grande Charte des libertés briançonnaises gegossen wurden. Die Bewohner von 51 Orten galten als „uomini liberi, franchi, borghesi“, als freie Männer, Freie, Bürger. Wichtiger Wirtschaftsfaktor im Val Varaita war die Gewinnung von Eisen, insbesondere im Vallone di Bellino um den namensgebenden Ort, aber auch dessen Bearbeitung in zahlreichen Schmieden und Glockengießereien. Erst später wurde bei Brossasco vom Ende des 17. bis zum Ende des 18. Jahrhunderts Marmor gebrochen.
Trotz Zugehörigkeit zur Dauphiné genossen die höher gelegenen Täler eine erhebliche Autonomie, so dass sie beinahe freie „Bauernrepubliken“ bildeten. Das Mairatal war dabei die kleine Schwesterrepublik des bis ins Varaitatal reichenden Bundes von Briançon. Dem Bund von Briançon, der lange vor 1343 entstand und bis 1713 existierte, gehörten zehn „Täler“ an, also zu Talschaften zusammengefasste Berggemeinden, die allerdings nur über die oberen Teile des jeweiligen Tales verfügten. Diese waren im Varaitatal die Gemeinden Casteldelfino, Pontechianale und Bellino. Der politische Kern bestand um Briançon und das Tal der Durance bis südlich von l'Argentière-la-Bessée, das Haut Queras (Guil-Tal) bis hinab zum Chateau Queyras auf etwa 1200 m Höhe, und den Col de Montgenèvre (1854 m), den wichtigsten Pass zwischen Oberitalien und Südfrankreich. Der Bund beherrschte in den Cottischen Alpen das gesamte Susatal, das obere Chisonetal oberhalb von Perosa und das oberste Varaita-Tal mit den besagten drei Gemeinden. Diese Gemeinden der „Bauernrepublik“ kauften ihrem Grundherrn, dem Dauphin, für 12.000 Dukaten im Jahr 1343 alle grundherrschaftlichen Rechte ab. Diese enorme Summe war Ausdruck einer entsprechenden Wirtschaftskraft, die sich durch die Lage an der wichtigen Passstraße nun weiter erhöhte. 1713 wurde der Bund jedoch im Frieden von Utrecht zwischen Frankreich und Savoyen aufgeteilt. Es war eben nicht die Aufteilung entlang einer unwirtlichen Grenze, sondern der beiderseitige Griff nach einer prosperierenden Landschaft mit ihren grenzübergreifenden Verbindungen, die sich deutlich von den Ebenen abgrenzte.

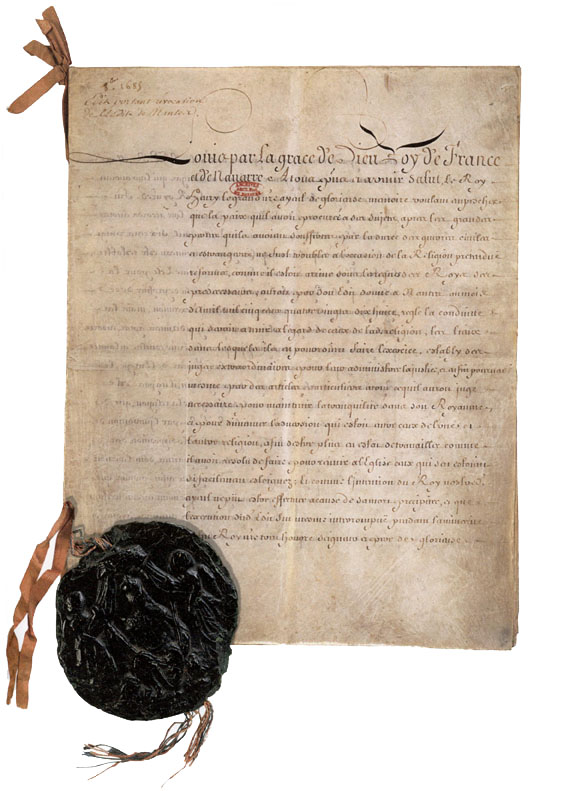
Edikt von Fontainebleau, die Widerrufung des Edikts von Nantes, 22. Oktober 1685

Die Waldenser waren in den Tälern der Cottischen Alpen stark vertreten, und während sie bis zum 14. Jahrhundert überall weitgehend unterdrückt wurden, bestanden ihre Gemeinden in den Tälern dieses Teils der Alpen fort.
Diese lokalen Gruppen schlossen sich 1532 nach ausgiebiger Beratung im Angrogna-Tal der Lehre Martin Luthers an. Damit wurde die heimlich fortbestehende Religionsgemeinschaft jedoch zur Kirche und zog die Kräfte der Gegenreformation wieder stärker auf sich. Savoyen-Piemont griff in Zeiten, in denen es in Konflikt mit Frankreich geriet, häufig auf die militärischen Ressourcen der Waldenser zurück. Dann erhielten sie auch das Recht, ihr Bekenntnis frei auszuüben. Im Vertrag von Cavour erkannte Savoyen die Existenz der Waldenser an. 1578 besetzte Lesdiguieres, Haupt der Hugenotten in der Dauphiné, das Val Varaita. 1579 besetzten ihrerseits 2000 Hugenotten und Waldenser Saluzzo. Mit der Bartholomäusnacht des Jahres 1572 hatte im benachbarten Frankreich die Toleranz gegenüber den Hugenotten geendet, wenn auch zwischen dem Edikt von Nantes (1598) und dessen Aufhebung im Jahr 1685 ein gewisser Ausgleich bestand. Als 1601 die Hugenottenverfolgungen in der Markgrafschaft Saluzzo einsetzten, flohen viele von ihnen aus den Alpentälern westwärts oder nach Genf.

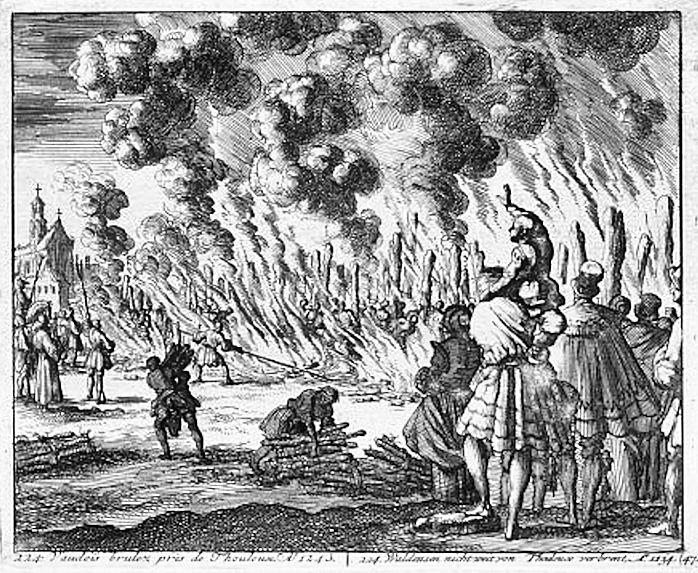
Waldenserverbrennung

Mit der Piemontesischen Ostern zogen 1655 französische und piemontesische Truppen gemeinsam plündernd und mordend durch die Täler. Im Val Pellice kam es 1655, als eine neue Militäraktion drohte, unter Führung von Giosué Janavel (1617–1690) zu bewaffnetem Widerstand, der bis 1663 andauerte, als Janavel das Gebiet verlassen musste. Im Genfer Exil schrieb Janavel, nachdem es 1686 bis 1689 zu neuen Waldenserkriegen kam, ein Handbuch für den Guerillakrieg in den Bergen (1688–1689), das während des Widerstands gegen die Nationalsozialisten große Bekanntheit erlangte. Als sich die katholischen Mächte Frankreich und Savoyen 1685, nachdem das Edikt von Nantes aufgehoben worden war, gegen die Waldenser verbündeten, unterlagen diese nach schweren Kämpfen. Die Überlebenden konnten in der Nacht vom 22. auf den 23. Mai 1689 fliehen, und zwar auf Wegen, die selbst tagsüber schwer zu begehen sind. Viele starben auf dem Weg nach Genf am Colle del Moncenisio im Susatal. Doch 1689 kehrten etwa 1000 von ihnen unter Führung des Pastors Henry Arnaud vom Genfersee zurück (Glorieuse rentrée) in ihre Täler. Sie verteidigten sich sechs Monate lang auf der Balziglia (1370 m) gegen eine Übermacht. Doch drei Tage nach ihrer Niederlage erklärte Savoyen überraschend Frankreich den Krieg. Sie erhielten nunmehr dauerhaft Religionsfreiheit, doch wurde ihr Gebiet auf Teile des Chisone-, Germanasca- und des Pellice-Tales beschränkt. Sie erhielten erst am 17. Februar 1848 Religionsfreiheit, als sie die einzige protestantische Gruppe in ganz Italien waren. Nun durften sie auch wieder unterhalb von 600 m wohnen. Das heutige Zentrum der italienischen Waldenser befindet sich in Torre Pellice. Dort wurde 1881 die Società di studi valdesi gegründet. In Balziglia entstand 1939 ein Waldensermuseum, das an die schweren Kämpfe erinnern sollte.
Die sogenannte „Strada dei cannoni“ (‚Straße der Kanonen‘), die Savoyen 1744 bauen ließ, um schwere Waffen vom Valle Stura bis ins Valle Varaita schaffen zu können, nahm zu guten Teilen eine Römerstraße wieder auf, die über Marmora und Elva im Mairatal führte. Diese und weitere Verbindungswege waren für die Wirtschaft des Tales von erheblich höherer Bedeutung, als die talabwärts führenden Wege. Im Vordergrund stand beim Bau der Straße jedoch der militärische Aspekt, denn in Savoyen konnte man nie wissen, durch welches der Alpentäler ein französischer Angriff vorgetragen werden würde. Aus dieser Zeit ist eine Inschrift überliefert, die ein französischer Soldat 1743 mit seinem eigenen Blut angefertigt haben soll, und die 1770 durch eine bischöfliche Visitation festgehalten wurde. Sie stammt von einem wahrscheinlich verletzten Deserteur, der sie in der Borgata Ribiera di Bellino hinterließ. Sie steht in Zusammenhang mit der frühen Phase des Österreichischen Erbfolgekrieges und markiert die Grenze bis zu der französisch-spanische Truppen vorgerückt waren. Der Ausbau zu einer Verteidigungslinie wurde Mitte des 18. Jahrhunderts durch den Bau von Mauern und Befestigungsanlagen quer durch die Täler verstärkt. Dies galt für alle westalpinen Täler. Dabei waren schon ab Ende des 17. Jahrhunderts auf dem Talboden sogenannte Barricate errichtet worden, denen ab etwa 1710 auch Befestigungen der Höhen folgten. Zum ersten Mal hatten die Franzosen 1628 versucht, durch das Valle Varaita die Alpen zu überqueren. Danach verlief die Grenze bei Sampeyre. Seit 1713 bildete der Colle d'Agnello die Grenze. Zwar wurden 1742 Versuche unternommen, diese Grenze zu befestigen, doch zerstörten die Franzosen 1744 die Anlagen. Noch 1770 klagte der Festungsbauer Papacino d'Antoni, dass es dort keine dauerhafte Grenzsicherung gebe. 2004 bis 2006 wurden diese Befestigungsanlagen, vor allem die an der Rückseite des Monte Pietralunga, zwischen der Varaita di Chianale und der Varaita di Bellino gelegen, untersucht, dann die Anlagen am Monte Cavallo und am Monte Passet. Dazu erschien ein Kongressband. Eine zentrale Quelle stellt das Werk des Pfarrers von Chianale, von Bernard Tholosan dar. Am Colle Longet ließ man 1742 den direkten Weg nach Maurin überfluten, auch wurden weitere mögliche Invasionswege im Umkreis des Lago Blu (2533 m) versperrt, ebenso wie der Verbindungspfad zwischen Colle d'Agnello und Colle Longet. Außerdem lagerten 500 waldensische Milizionäre an der Grange del Pategun, dann bei Sallette, schließlich 1000 in Chianale. 1743 wurden 16 Infanterieeinheiten, aufgeteilt in die drei Brigaden Gardes, Savoye und Tarantaise nach Casteldelfino abkommandiert, die Schanzwerke an der Borgata Castello aus dem Vorjahr verstärkt. Die Vallanta, das Tal, das sich links der Varaita di Chianale erstreckt, wurde unter Leitung des Festungsbauers Ignazio Bertola stark befestigt, bis hinauf zur Grange Soulieres, wo eine Grenzwache einquartiert wurde. Das Holz zu diesen Bauten wurde im noch heute bestehenden Bosco de La Levèe eingeschlagen. Ähnliche Sperrketten sicherten das Tal, an deren Schwachstellen die besagten Einheiten stationiert wurden. Eine Wache wurde schließlich am Colle della Bicocca stationiert, um den Übergang zum Mairatal abzusichern. Als spanische Truppen im Oktober 1743 über den Colle dell'Agnello zogen, scheiterten sie an den drei Verteidigungsschwerpunkten am Vallanta, in Castello und östlich von Pietralunga. 1744 wurden die Verteidigungsanlagen noch einmal massiv verstärkt, insbesondere im Kernbereich zwischen den beiden Quellflüssen der Varaita, wo der Passo della Battagliola befestigt wurde. Dennoch erlitten die Piemontesen nur 1000 m vom Monte Cavallo entfernt am Gipfel des Monte Passet am 19. Juli 1744 eine Niederlage gegen die Franzosen, nach der sie sich nach Sampeyre zurückziehen mussten. Noch 1793 versuchte man, wenn auch in leichterer Form, die Grenzanlagen wiederaufzubauen.

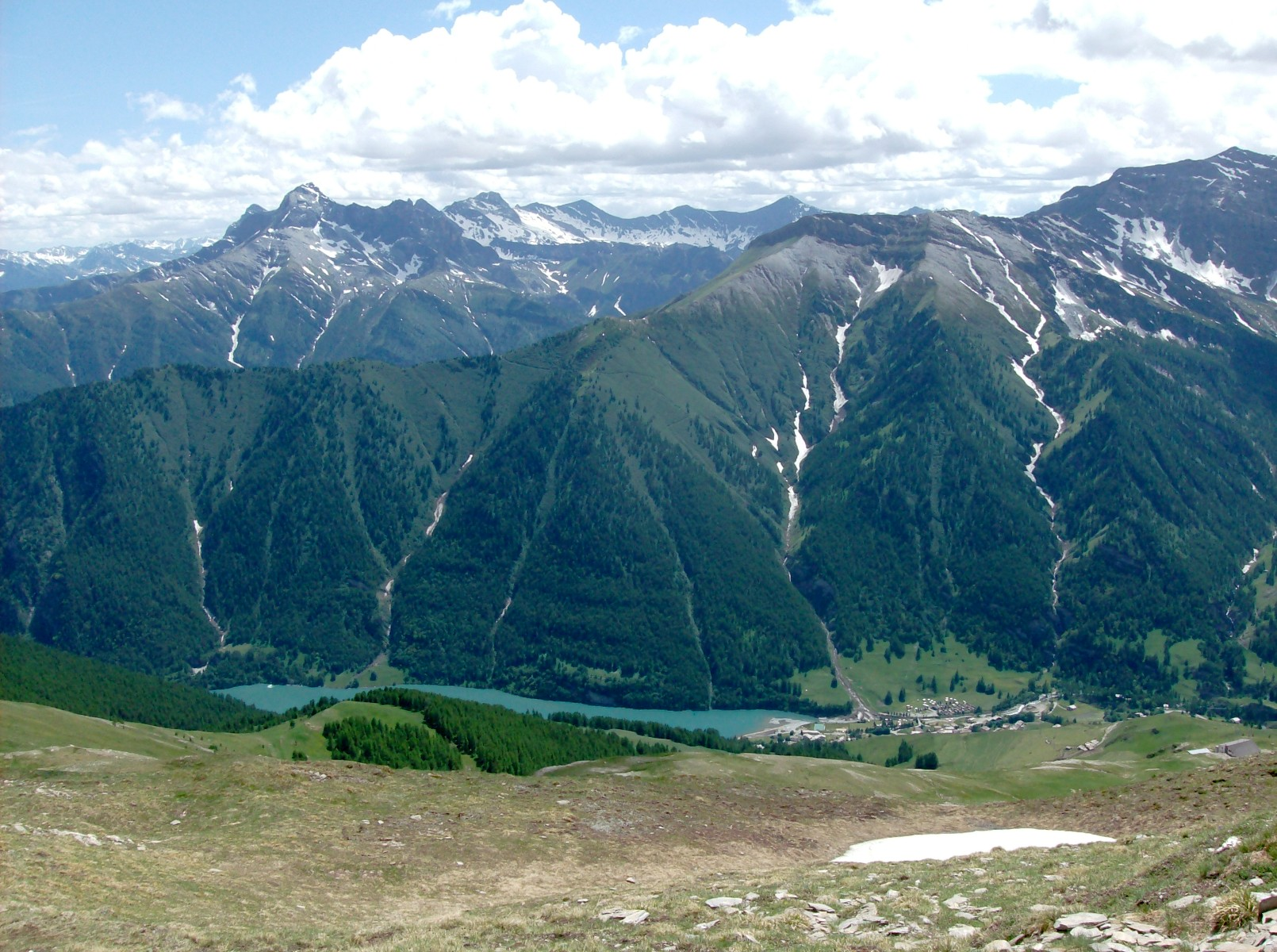
Blick auf den Lago di Pontechianale von le Conce, der das Vallone di Vallanta und das Valle Varaita di Chianale trennt

Das Varaita-Tal war bis ins frühe 20. Jahrhundert ausgesprochen dicht besiedelt. Ab 1899 erhielt das untere Tal um Verzuolo Strom aus dem Kraftwerk, das das Unternehmen Luigi Burgos hatte errichten lassen. Ab 1905 wurde auf der Grundlage dieser Stromversorgung eine Papierfabrik vom selben Unternehmer gegründet, der bis 1918 zum größten Papierfabrikanten Italiens aufstieg. 1909 hatte das Unternehmen 315 Beschäftigte, 1930 bestanden bereits weitere sieben Standorte mit insgesamt 5.400 Beschäftigten. Doch mit der Industrialisierung der Lombardei wanderten zahlreiche Bewohner nach Turin und in die übrigen Industriezentren Oberitaliens ab. 1871 lebten im Tal noch 24.177 Menschen, doch sank diese Zahl bis 1961 auf 12.626, die des Hauptortes Sampéyre sank im selben Zeitraum von 5926 auf 2102.
Während des Zweiten Weltkriegs entstand ein Stausee, der Lago di Castello mit seiner 70 m hohen Staumauer, die 1942 fertiggestellt wurde. Dazu wurde die Frazione Chiesa zerstört, die Kirche an den heutigen Standort versetzt.
Gegen Ende des Krieges kam es zu Partisanenkämpfen, die sich über 20 Monate erstreckten, wobei in den Tälern die XI Garibaldini agierte, deren von der Kommunistischen Partei unterstützte Gruppen etwa die Hälfte der Kämpfer stellten. Deren 181. Division  „Morbiducci“ im Varaita-Tal übernahm nach dem Tod des 1921 geborenen Studenten Mario Morbiducci dessen Namen. Er war am 27. Dezember 1944 bei Brossasco ums Leben gekommen. Die III brigata im Mairatal nahm den Namen „Carlo Fissore“ an, um an einen gefallenen garibaldinischen Arzt zu erinnern; die I brigata stand im Val Po. Sie führte den Namen „Saluzzo“. Die zweitstärkste Gruppe stellten die Angehörigen der 1942 gegründeten Aktionspartei dar, des PdA, zunächst geleitet vom 1937 ermordeten Carlo Rosselli. Seine Partei vertrat eine strikte Trennung von Kirche und Staat, wollte die Monarchie abschaffen und setzte sich für einen liberalen Sozialismus ein. Diese Partisanen nannten sich Giustizia e libertà (Gerechtigkeit und Freiheit), doch waren im Varaitatal fast nur Garibaldini aktiv. Schließlich kämpften mit den Autonomen alle anderen gegen die deutschen Besatzer, die bei den beiden linken Gruppen keine politische Heimat fanden. Die Partisanengruppen, denen sich auch Waldenser anschlossen, einigten sich auf die Carta di Chivasso, die die Gleichberechtigung der Sprachminderheiten in den Alpentälern festschrieb. Dabei schwankte die Zahl der Angehörigen der Brigaden ungemein stark. Während die „Morbiducci“ im Januar 1944 nur aus 40 Mann bestanden, konnten sie einen Monat später 300 Mann aufbieten, im März bereits 600. Zunächst bekämpften sie die Bande von Isasca, die die Bauern beraubte. Bedeutende Führer waren Ernesto Conte Nicandro, Franco Terrazzani und der besagte Mario Morbiducci aus den Marken. Die Besatzer starteten im Januar 1944 eine Polizeiaktion und erreichten am 16. Januar Costigliole, dann Rulfa, von wo sich die Partisanen vorsorglich zurückgezogen hatten. Unerreichbar blieb jedoch das Vallone di Gilba, das für die Partisanen ein wichtiges Rückzugsgebiet darstellte.

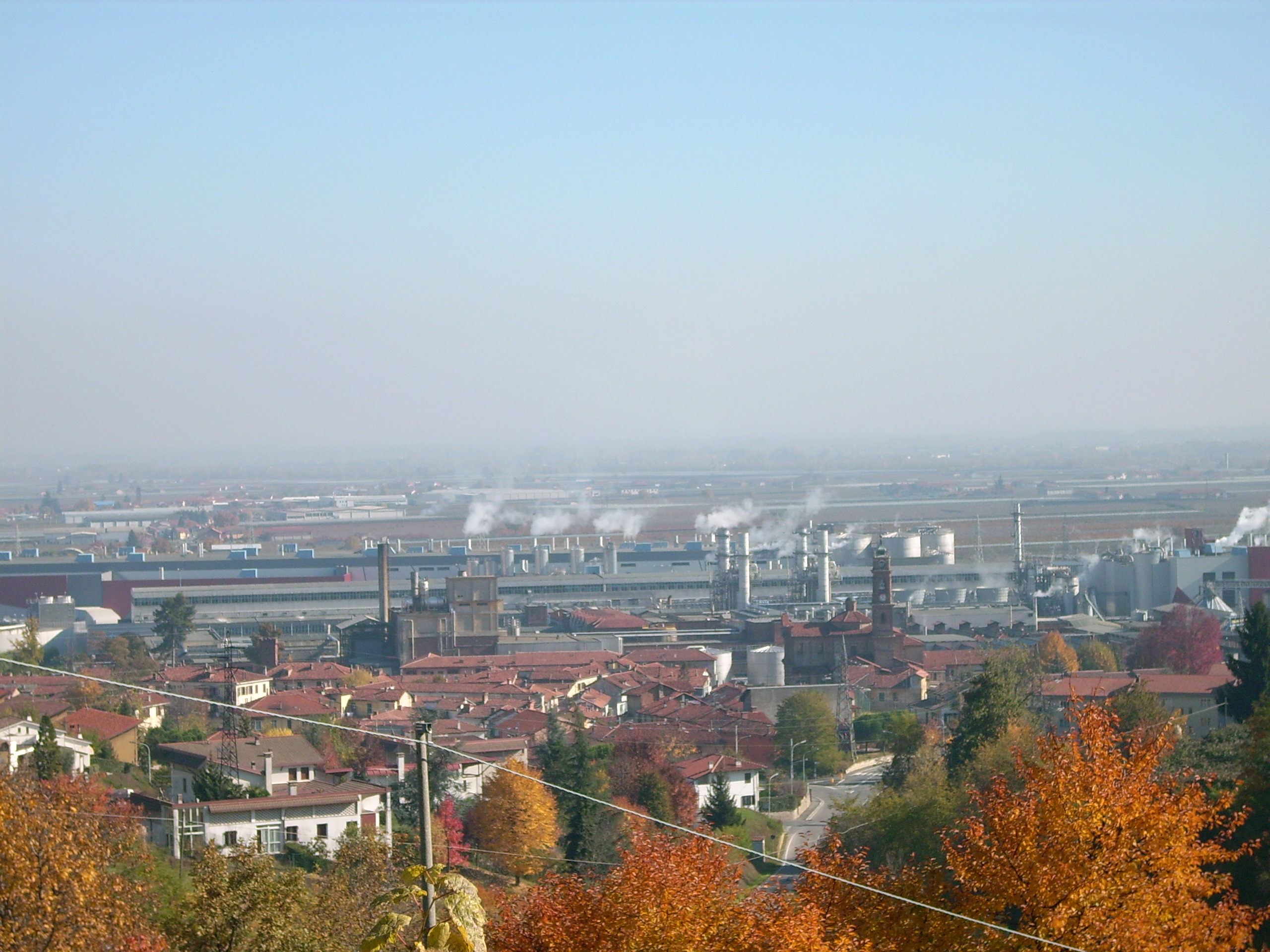
Die Papierfabrik von Verzuolo, 2007

1960 entstand ein Joint Venture mit einem amerikanischen Unternehmen, so dass ein Standort für Textilproduktion der Burgo-Scotti in Verzuolo entstand (bis 1980). Im Jahr 2000 wurde das seit 1929 börsennotierte Unternehmen aufgekauft, jedoch unter demselben Namen fortgeführt. 2001 wurden in Verzuolo 500 Millionen Euro investiert, 2002 die Marchi, bis dahin zweitgrößter Papierproduzent Italiens, übernommen. Mit der Gründung der Burgo Group im Jahr 2007 entstand ein Konzern, der zusammen mit Marchi, der anfangs auch Seide produzierte, sich aber auf Papier verlegt hatte, den italienischen Papiermarkt dominierte.
Ähnlich wie das Mairatal versuchten die Gemeinden, stärker auf Tourismus zu setzen, um Arbeitsplätze und Einkommen zu schaffen. Um den Wandertourismus zu fördern, einigten sich die Talgemeinden 2012 auf den Unterhalt eines entsprechenden Weges von Costigliole Saluzzo talaufwärts über Verzuolo, Piasco, Isasca, Rossana, Venasca, Valmala; Melle, Frassino und Sampeyre. Dabei waren Überlieferung und Tradition, Geschichte und Ökosystem orientierende Schwerpunkt. Insgesamt gehören zum System 213 km Wanderwege, Maultierpfade und Karrenwege, hinzu kommen 35 km auf asphaltierter Strecke.

## Einwohner
Bis 1981 wuchs die Einwohnerzahl des Varaitatales, die bis 1961 auf 12.626 gesunken war, wieder auf 19.358 an, sank jedoch bis 1991 wieder leicht auf 18.578, bis 2001 auf 18.222 Einwohner ab.

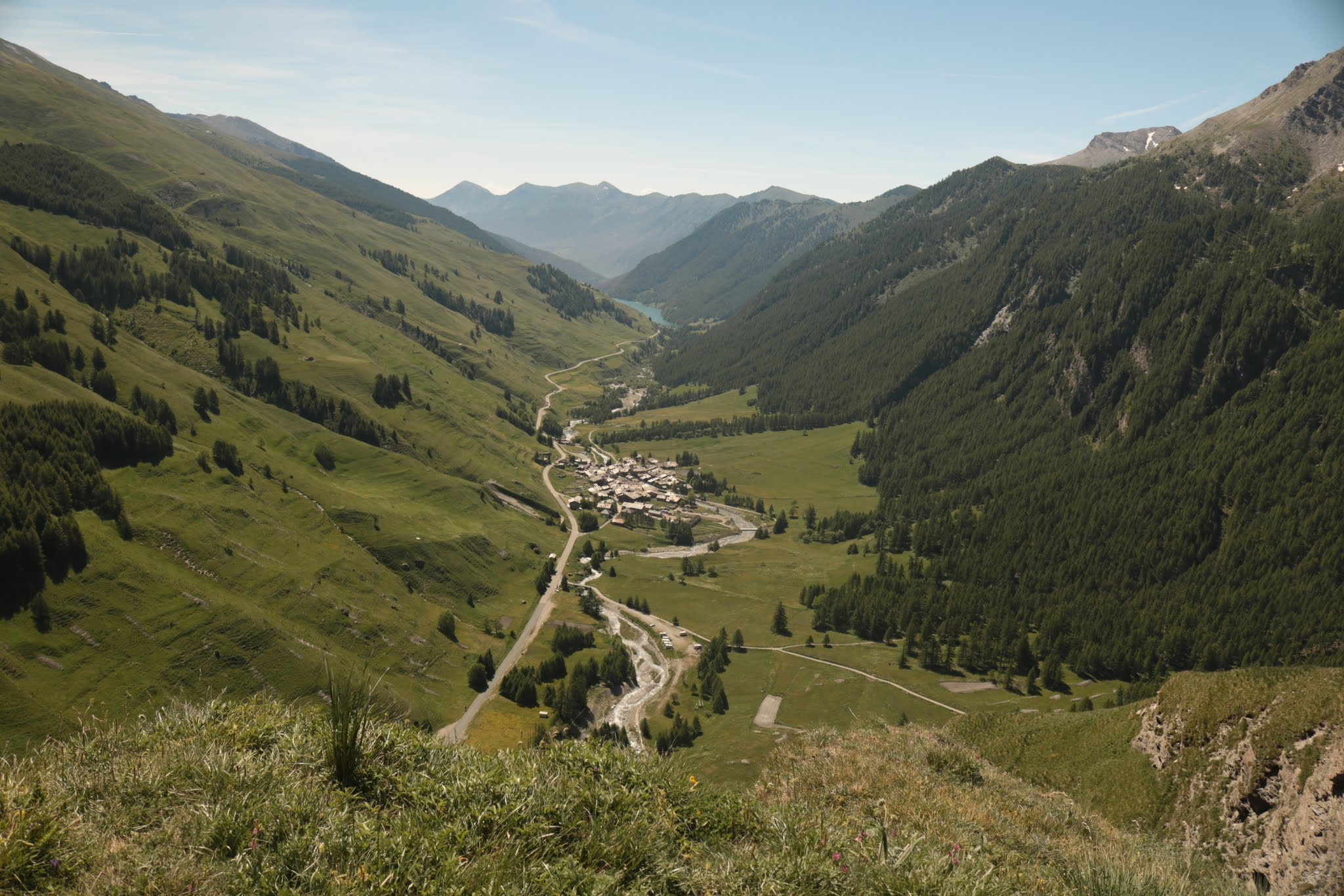
Blick von Chianale (im Vordergrund) talabwärts Richtung Pontechianale das am Stausee liegt

Die Einwohner verteilen sich dabei äußerst ungleichmäßig im Tal. Von den wenig mehr als 18.000 Einwohnern (Stand: 2016) lebten die meisten im unteren Tal, vor allem in den Gemeinden Verzuolo und Costigliole Saluzzo, wo zusammen fast 10.000 Menschen lebten. Nur in diesen beiden Gemeinden und in Piasco stieg zudem die Einwohnerzahl seit 1981 (in Rossana seit 2001), während alle anderen Gemeinden schrumpften. Mehr als die Hälfte haben dabei Casteldelfino und Bellino eingebüßt. Während also das obere Tal menschenleer zu werden droht, wachsen die größeren Gemeinden im unteren Tal, so dass insgesamt ein Rückgang von 19.358 auf 18.184 Einwohner zwischen 1981 und 2016 zu verzeichnen ist. Dabei waren 2006 bereits über 23 % der Bevölkerung älter als 65 Jahre, ein Anteil, der 1997 noch 3,6 % niedriger gelegen hatte.
| Gemeinde            | Fläche (in ha) | Einwohner 2016 | Einwohner 2006 | Einwohner 1981 |
| ------------------- | -------------- | -------------- | -------------- | -------------- |
| Bellino             | 6219           | 109            | 156            | 324            |
| Brossasco           | 2816           | 1084           | 1108           | 1222           |
| Casteldelfino       | 3318           | 157            | 196            | 416            |
| Costigliole Saluzzo | 1525           | 3375           | 3261           | 3211           |
| Frassino            | 1680           | 265            | 293            | 431            |
| Isasca              | 530            | 76             | 90             | 145            |
| Melle               | 2791           | 292            | 326            | 552            |
| Piasco              | 1056           | 2774           | 2801           | 2642           |
| Pontechianale       | 9572           | 174            | 204            | 228            |
| Rossana             | 1988           | 908            | 946            | 1009           |
| Sampeyre            | 9889           | 1022           | 1103           | 1461           |
| Valmala             | 1092           | 52             | 62             | 95             |
| Venasca             | 2038           | 1437           | 1569           | 1592           |
| Verzuolo            | 2620           | 6459           | 6363           | 6029           |
| Summe               | 47134          | 18184          | 18478          | 19358          |

## Wirtschaft

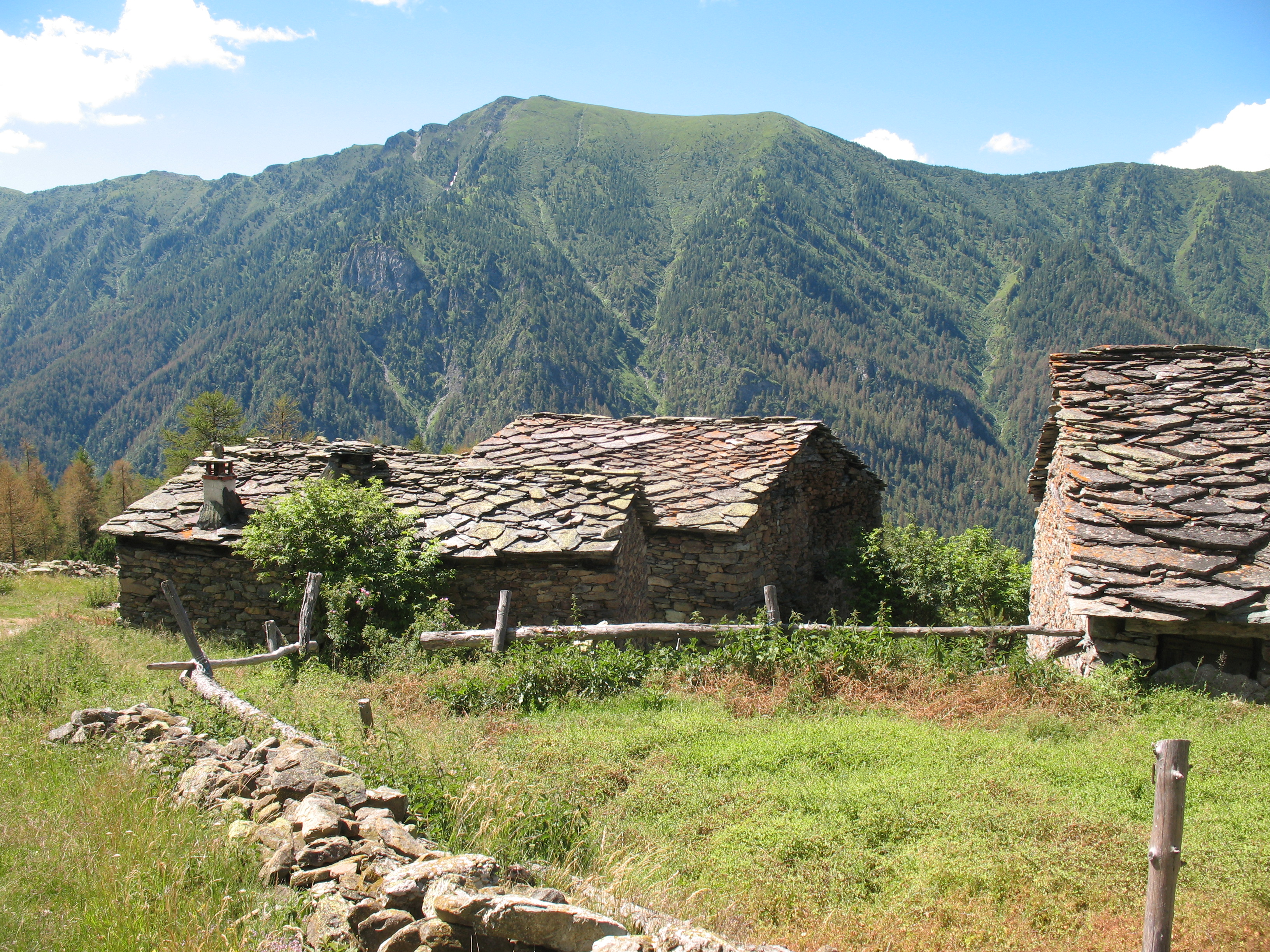
Die aufgegebene Gronge Pralambert Soutón (ital.: sotto) liegt auf halbem Wege zwischen Casteldelfino und Lac Sec (Lago Secco) in 1735 m Höhe über dem Meeresspiegel, knapp 100 m höher liegt die entsprechende Gronge „sopra“. Der See liegt auf 1890 m.

Unter den extremen landschaftlichen und klimatischen Bedingungen des Tales, die der bodenbebauenden Subsistenzwirtschaft nur wenige Monate im Jahr beließ, zugleich aber lange Zeiten anderweitiger Tätigkeiten ermöglichte, kam es zu einer überaus starken Differenzierung ländlichen Handwerks. Neben den agrarisch orientierten und traditionellen Tätigkeiten, die von der Aussaat bis zur Ernte und Bevorratung sowie der Verteilung, aber auch der Viehhaltung und -zucht reichten, und darüber hinaus Waldarbeiten einschlossen, kam es zu drei weiteren Tätigkeitsschwerpunkten. Diese waren Tätigkeiten im Dienste der Gemeinde, Alternativen zur Produktion von Lebensmitteln sowie Wanderarbeit.
Während auch in den alpinen Nachbartälern Mineralien aus dem Boden geholt wurden, wurde nur im Varaitatal nach Eisen gegraben. Diese Arbeiten konzentrierten sich auf das Bellino-Tal, wo seit dem 16. Jahrhundert entsprechende Minen entstanden. Die größte von ihnen wies zwölf Galerien auf. Aber auch um Pontechianale und Torrette, einer Frazione von Casteldelfino, finden sich Gruben, die bis in den Anfang des 18. Jahrhunderts ausgebeutet wurden.
Während in den unteren Tallagen das sowieso nicht sehr ausgeprägte Ausbildungs- und Bildungssystem die Dörfer kaum erreichte, fanden sich in den Dörfern des 18. Jahrhunderts die sogenannten maestri di montagna, Lehrer, die von den Familienoberhäuptern im oberen Tal engagiert wurden, um die Kinder während der kalten Jahreszeit zu unterrichten. Diese Lehrer arbeiteten als eine Art Wanderarbeiter während des Sommers in der Provence und in der Dauphiné. Im Herbst kehrten sie in die oberen Täler zurück und hofften auf Anstellung. Victor Hugo beschreibt in Les Misérables, dass man die Lehrer, die nur Schreiben unterrichteten, daran erkannte, dass sie nur eine Schreibfeder im Hutband trugen, diejenigen aber, die darüber hinaus Rechnen lehrten, trugen zwei, solche jedoch, die auch noch Latein unterrichteten, trugen drei dieser Federn.
Rund um die eigentliche Land- und Viehwirtschaft entstanden zahlreiche Handwerke, wie etwa Schmiede, die Töpfe, Besteck, Sensen, Hufe und Kuhglocken herstellten, Handwerker, die das Kummet herstellen und anpassen konnten, oder die die Käsereien mit ihrem Werkzeugbedarf ausstatteten, dann Kistenbauer, Sattel- und Packsattelmacher, schließlich Tragegeräte, mit denen man Lasten über die zahlreichen Pfade tragen konnte. Eine wichtige Beschäftigung war die Herstellung von Wolle und Tuchen, von Kleidern und Hüten, Schuhen und Stiefeln, zu deren Herstellung eine Vielzahl von spezialisierten Landhandwerkern nötig war. Beinahe jeder Schritt der Verarbeitung landwirtschaftlicher Produkte erforderte wiederum Spezialisten, wie Müller oder Ofenmacher, aber auch massenhafte Handkraft während und nach der Ernte, etwa zum Dreschen. Ähnliches galt für die Verarbeitung von Waldprodukten, allen voran des Holzes, das ausgewählt, eingeschlagen, zugearbeitet und transportiert werden musste. Intarsienarbeiten oder Bemalungen, kunstvolle Ritzarbeiten erforderten wiederum Spezialisten, die vielfach das Niveau von Kunsthandwerkern oder Künstlern erreichten. Massenhafter Bedarf bestand beispielsweise bei der hölzernen Schließe, mit der man etwa Heubündel zusammenband, der anè. Sie erreichte eine so hochgradige Normierung, dass sie in großen Mengen aus den Tälern ausgeführt wurde. Schließlich sorgten eigene Viperaii für die Vertreibung von Vipern, aber auch deren Verarbeitung zu Medizinalien.
Viele der Güter wurden von Wanderhändlern, den sogenannten colporteurs aufgekauft. Sie tauschten vielfach Kaffee, Zucker, Tabak und Salz gegen die örtlichen Produkte. Gefragt waren Hühner und Ziegen, Butter und Käse, aber auch Stoffe und menschliche Haare. Neben diesen Händlern traten viele Talbewohner außerhalb ihrer Heimat als Krämer auf, Lumpenhändler, Schirmmacher und Spengler, Scherenschleifer und Schuhputzer, als Männer, die Keramik reparierten, als Glasmacher, als Spitzenklöpplerinnen.

## Bildung
Der Anteil der Bevölkerung, der im Jahr 2001 über einen Hochschulabschluss verfügte, lag bei 4 %, während er in der Provinz Cuneo bei 5,3 % lag. 36,5 bzw. 32,7 % der Bevölkerung verfügten nur über eine schulische Grundbildung.

## Kulturelle Einrichtungen und Besonderheiten

### Architektur undRueido

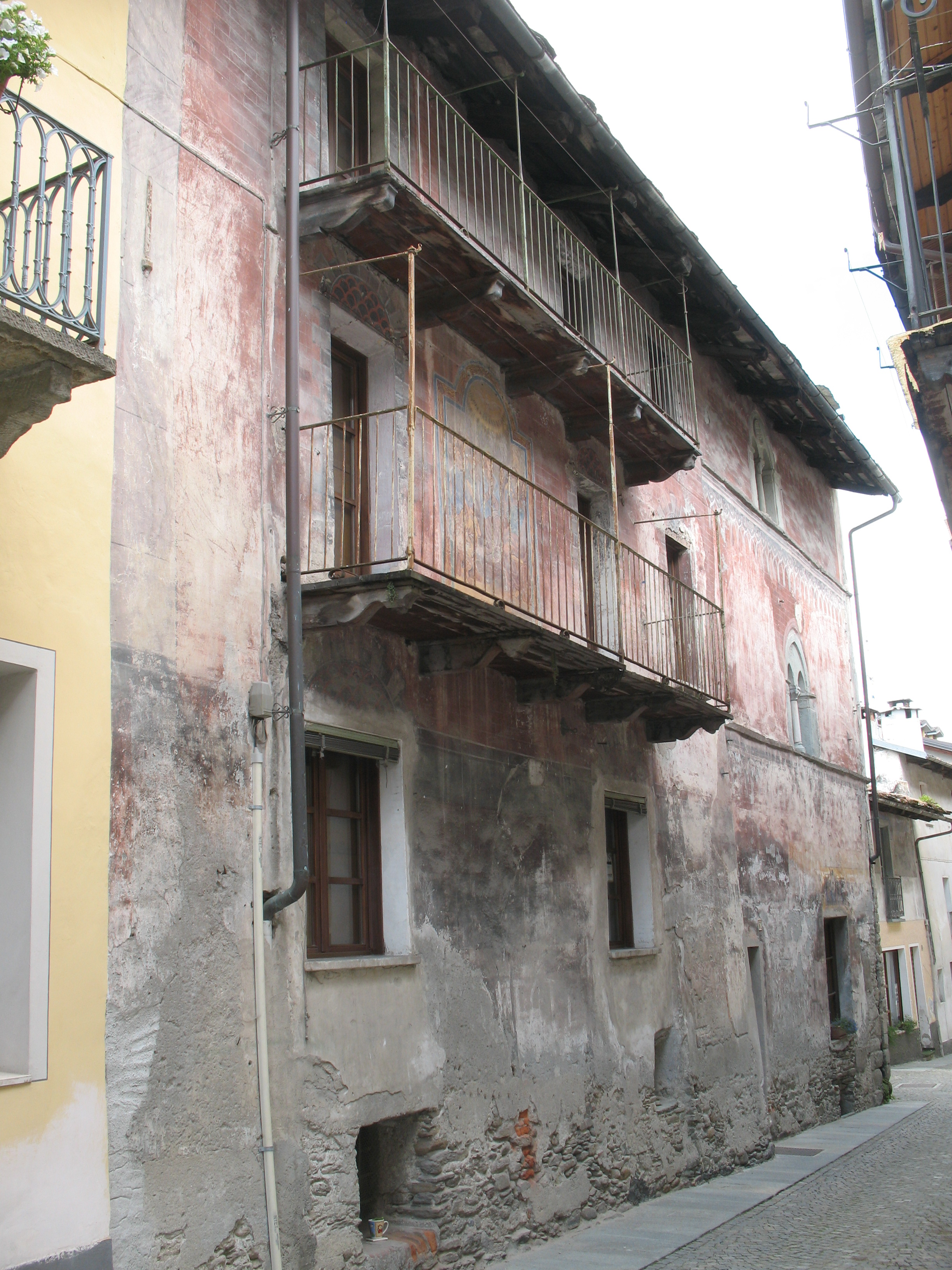
Schaufassade der Casa Clary in Sampeyre, errichtet laut Inschrift im Jahr 1455, mit Biforen aus der Entstehungszeit des Hauses

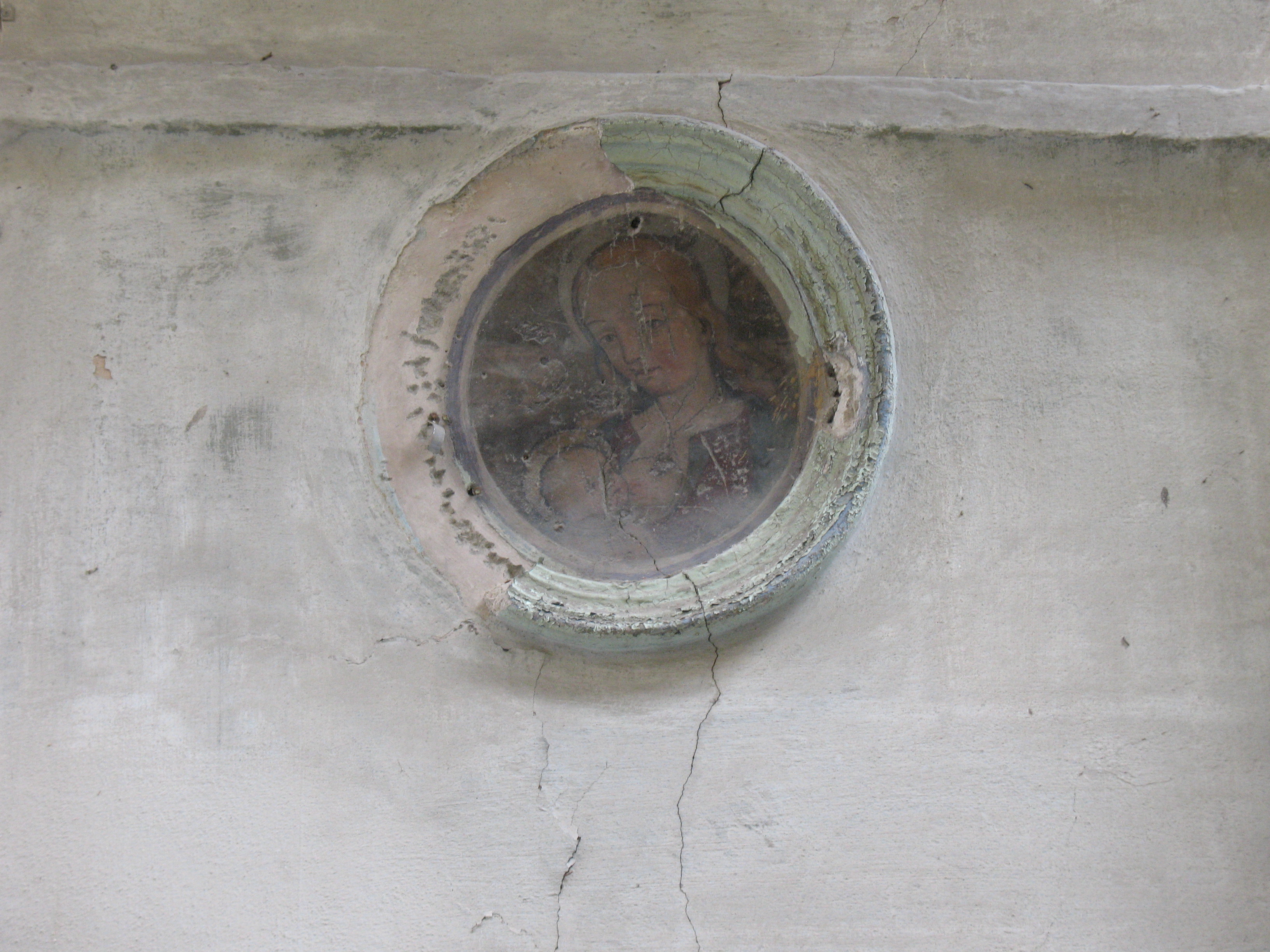
Stillende Maria an der Fassade der Casa Clary

Basis der ländlichen Architektur im Varaitatal war, neben der hohen Autarkie der Dörfer, die zum Bau von Öfen und Mühlen, Sakral- und Versammlungsgebäuden in fast jedem Dorf führte, war der rueido. Dabei handelte es sich um ein System wechselseitiger und gemeinsamer Arbeitsverpflichtung zum Bau von Häusern. Dieser Verpflichtung unterlagen auch gemeinsame Baumaßnahmen, wie Straßen, Wasserleitungen oder Öfen in den jeweiligen Borgate. Sie ist dabei in der früheren Zeit durchaus mit der Corvée vergleichbar, einer Art Frondienst. „Betar rueido“ und „Coumandar la rueido“, also die Rueido zu erbitten und die Familien, bzw. ein geeignetes Mitglied derselben zur Arbeit auszusuchen, aufzufordern und zu stellen, gehörten dabei zusammen. Da dies leicht zu Auseinandersetzungen führen konnte, übernahm die umgebenden Tätigkeiten ein Consigliere. Diese ‚Ratgeber‘ waren häufig Witwen, die im Gegenzug vom Rueido freigestellt wurden.
Aufgrund dieser Arbeitsorganisation waren einzelstehende Gebäude ausgesprochen selten, sieht man von ephemeren Bauwerken und Nutzungstypen ab, wie den meire del fen, einer Art Heuschober. Zudem wurde beim Bauen auf Sparsamkeit im Umgang mit Material-, Arbeits- und Zeitressourcen der in die Pflicht genommenen Familien geachtet, aber auch Rücksichtnahme auf vorhandene Nutzungen, wie Weiden oder Gärten, genommen. So blieben die Dörfer klein, die Anbauflächen unbebaut, und es wurden steinerne Untergründe bevorzugt, die sowieso niemand nutzen konnte. Daraus entstand eine enorme Ortskonstanz, so dass Bauwerke immer wieder auf den Überresten älterer Gebäude errichtet wurden.

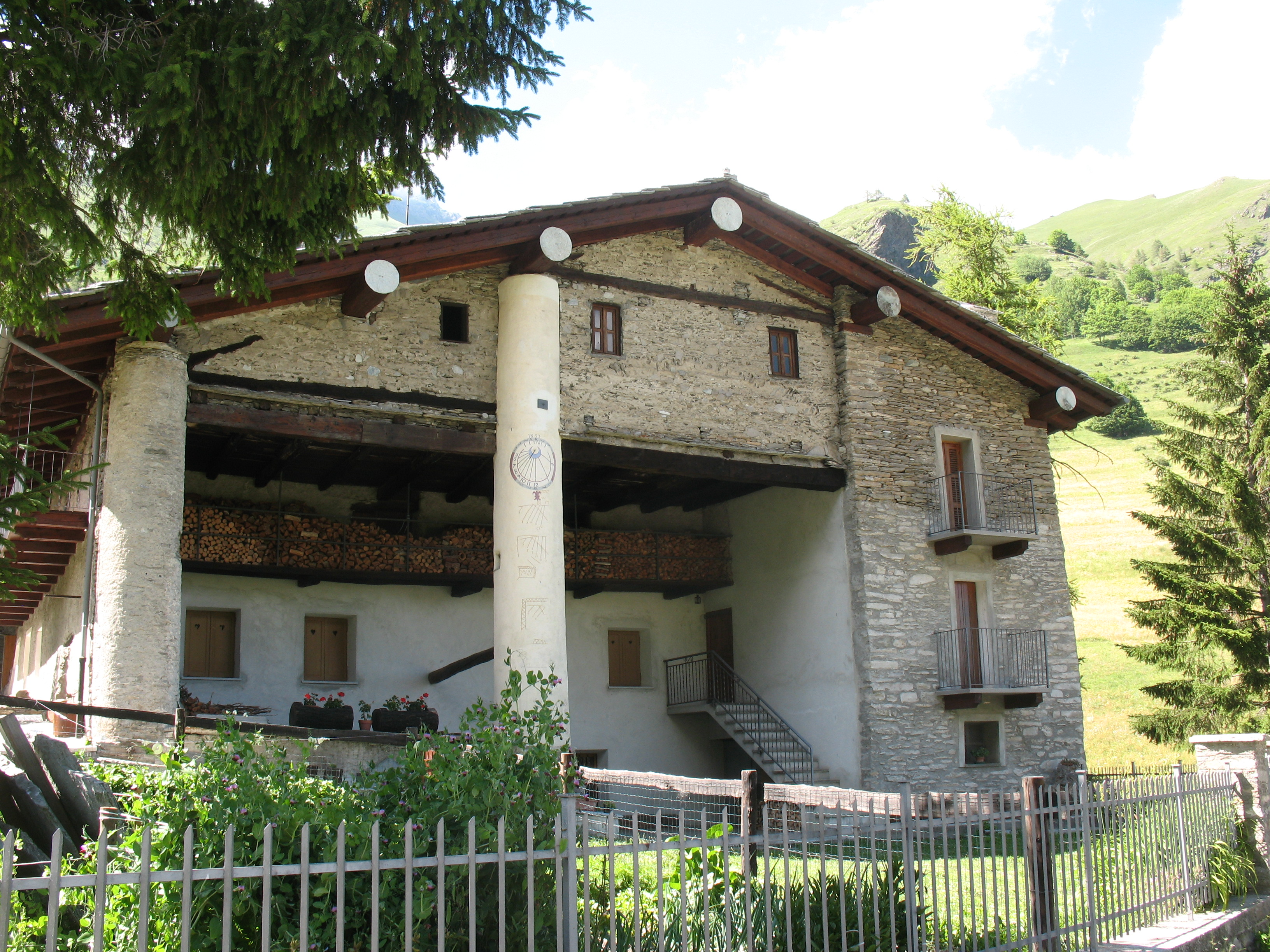
Für das Bellinotal typischer Baustil, wie er auch im Mairatal verbreitet ist, kaum jedoch im übrigen Varaitatal

In den buscharmen Tälern, wie um Casteldelfino, wurden die Häuser früh aus Steinen errichtet, nicht aus Holzkonstruktionen mit Lehmwänden. Die Hausecken wurden beim Steinbau besonders massiv ausgeführt. Steinerne Oberflächen sorgten zugleich für ausreichende Trockenheit in den Gebäuden, während bei höheren Anforderungen an die Feuchtigkeit auch Lehmwände errichtet wurden, die zugleich Kühle spendeten, etwa bei Ställen. In holzreicheren Tälern bevorzugte man zwar auch Steine beim Erdgeschoss, doch wurden die oberen Geschosse meist in Holz aufgeführt, wie in den meisten Nachbartälern. Beim Steinbau wurden als Decke große Blöcke von 80 bis 100 cm Kantenlänge bevorzugt. Diese wurden auf ein Balkenwerk aus Lärchenholz aufgesetzt, überdeckten vielfach Innenhöfe, so dass man sich dort auch bei schlechtem Wetter aufhalten konnte. Die Konstruktion wurde vielfach von einer einzelnen Steinsäule gestützt, die bis zu 12 m hoch sein konnte. Derlei Konstruktionen kommen auch im Tal des Queyras vor, etwa in Saint-Véran.
Mit den wirtschaftlichen Veränderungen des 19. und 20. Jahrhunderts kam es nicht nur zu einer massenhaften Abwanderung der Bevölkerung in die neuen industriellen Zentren, und damit zur Verödung zahlreicher Dörfer, deren Steinhäuser lange dem Verfall trotzen, sondern auch zu einer weiträumigeren Verfügbarkeit von Materialien. Damit verminderten sich die architektonischen Unterschiede zwischen den Tälern, die man bis dahin schon an der Bauweise unterscheiden konnte.
Bei den Sakralbauten handelt es sich durchgängig um katholische Kirchen. Diese bestehen in Verzuolo (Parrocchiale dei SS. Filippo e Giacomo), Rossana, Isasca (San Massimo), Sampeyre (Parrocchiale dei SS. Pietro e Paolo), Casteldelfino (Sant'Eusebio und Santa Margherita), Pontechianale (San Pietro in Vincoli), Chianale (Sant'Antonio) und Venasca (Parrocchiale dell'Assunta). Hinzu kommen in Melle die Überreste der einstigen Confraternita sowie in Chianale die Ruinen der Calvinistenkirche.

### Museen
Das Varaitatal verfügt über eine vergleichsweise große Zahl an Museen, die sich mit verschiedenen Schwerpunkten befassen.

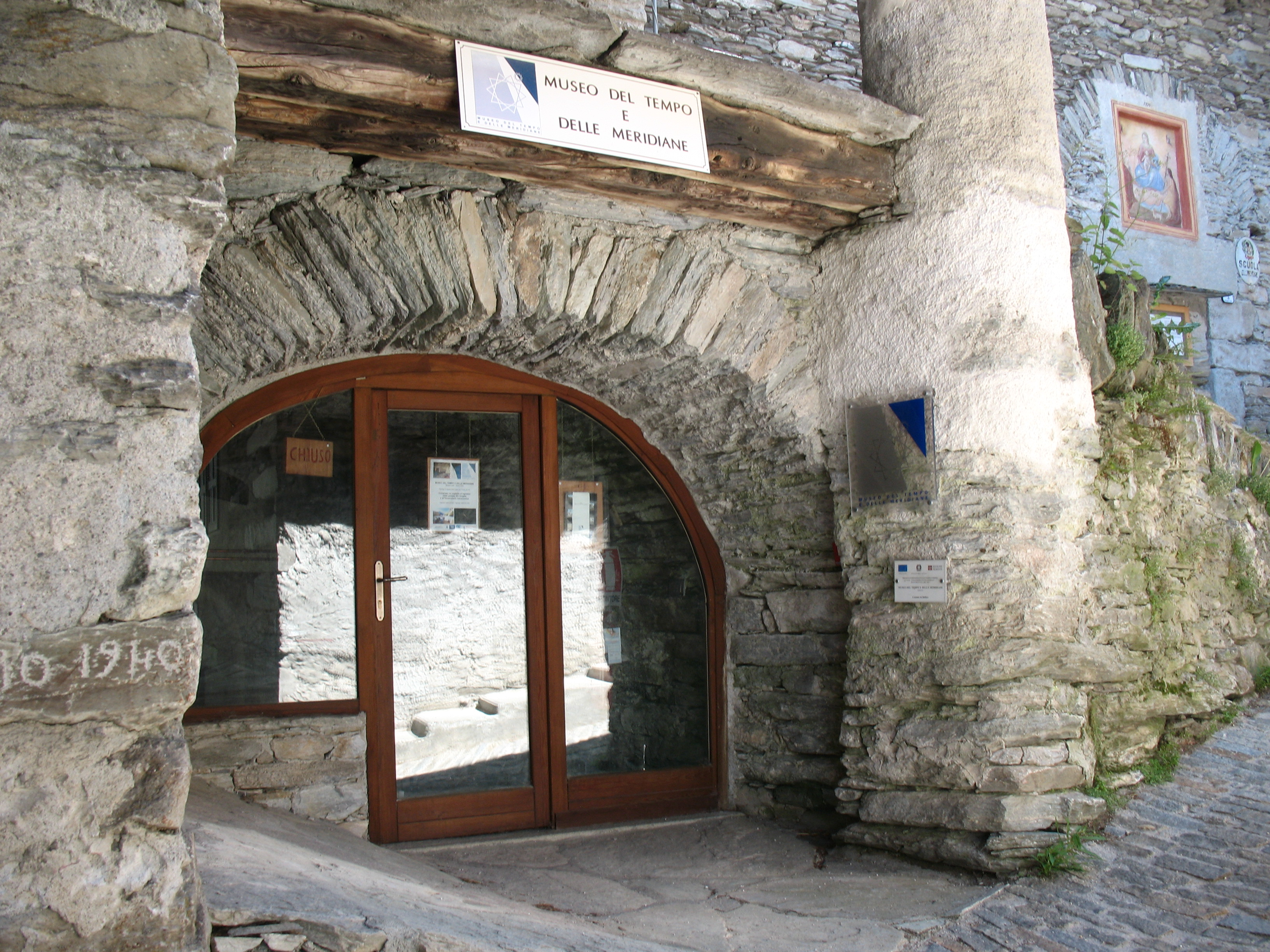
Das Museo del tempo e delle meridiane in Celle di Bellino

So befindet sich in Celle di Bellino das Museo del tempo e delle meridiane, das sich mit den an zahlreichen Häusern zu findenden „meridiane“ befasst.

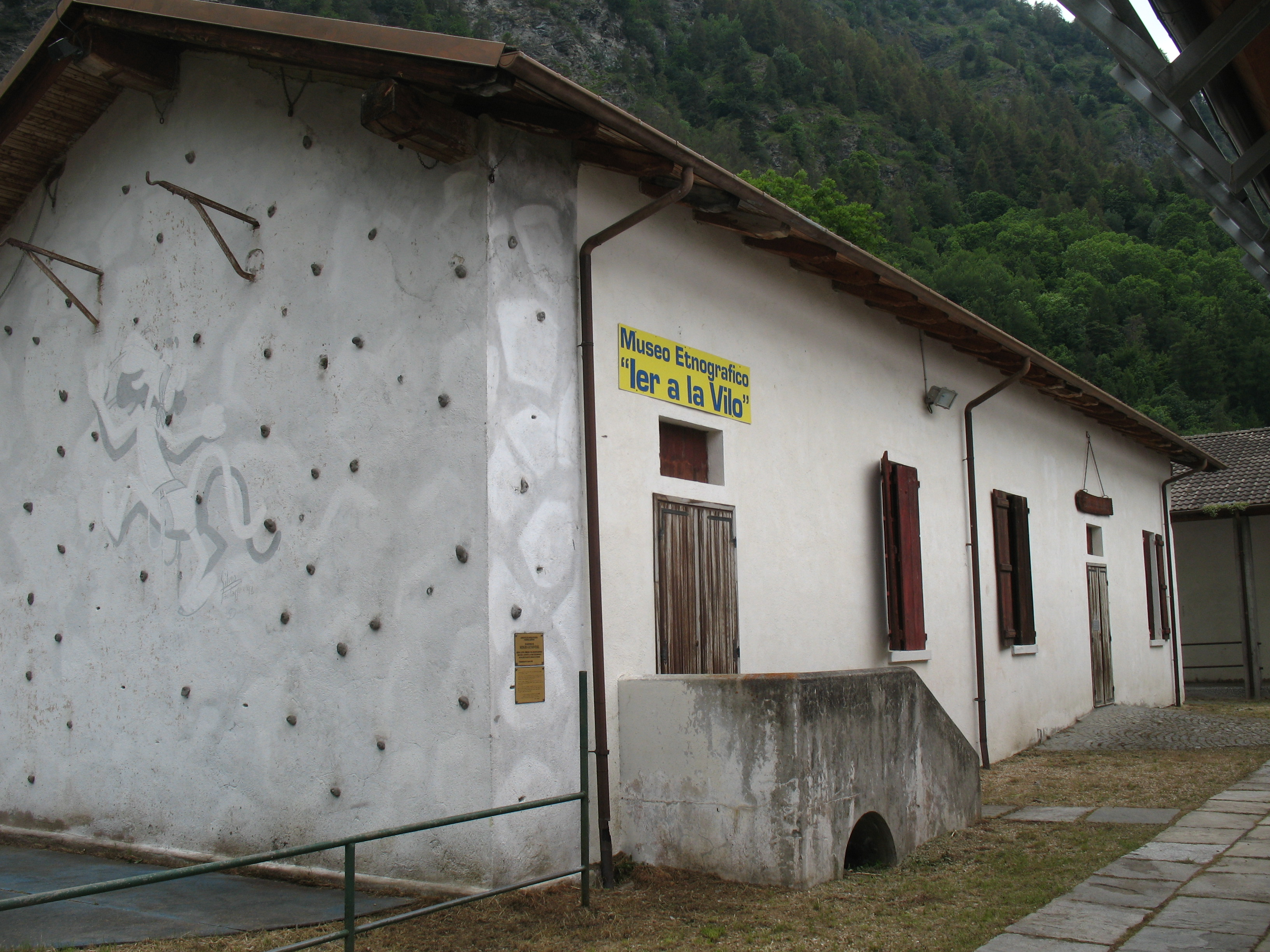
Das Museo etnografico in Casteldelfino

In Casteldelfino befindet sich einerseits das Centro di documentazione sulla religiosità popolare, das sich mit den religiösen Äußerungen der Talbewohner beschäftigt, und das sich in der romanische Kapelle S. Eusebio befindet, andererseits das Centro visita del bosco dell’Alevé, das Besucherzentrum des Zierbelwaldes von Alevé, dann ein kleines Museo etnografico.
Ein Museo Etnografico befindet sich in dem Dorf Casermette. Auch informieren ein Besucherzentrum und eine Website über die Escartons (1343–1713), zu denen auch eine Website besteht (www.escartons.eu).
Ein weiteres ethnografisches Museum befindet sich in Costigliole Saluzzo, nämlich das Museo etnografico 'L Palas, das über 6.000 Exponate bietet.
In Frassino stellt das Museo dei muratori, Lhi Mestres Exponate zur Arbeit der Maurer und der Architektur im Tal aus. Diese Handwerke kamen hier zu starker Blüte, weil das Gebiet für die Agrarproduktion vergleichsweise ungeeignet ist. Mit diesen Handwerken dokumentiert es zugleich die ausgeprägte Wanderarbeit, denn viele der muratori arbeiteten in Städten wie Paris.
2005 entstand in Piasco, Via Rossana 7, ein Harfenmuseum, das entsprechende Instrumente darbietet, die bis in das frühe 18. Jahrhundert zurückreichen (Museo dell'arpa Victor Salvi).
Das Museo del Costume e dell'artigianato tessile di Chianale bietet Exponate zur Textilienproduktion. Es befindet sich im vor wenigen Jahren restaurierten Kapuzinerhaus in Chianale, das im 17. und 18. Jahrhundert errichtet wurde. Dort befindet sich auch das Museo del mobile dell'alta Valle Varaita, das vor allem Truhen aus mehreren Jahrhunderten, aber auch anderes Mobiliar des oberen Varaitatals bietet.
Rossana bietet ein ganz anderes Museum, nämlich das Ecomuseo della Resistenza, das sich mit dem Widerstand gegen die Naziherrschaft im Tal befasst. Einer ähnlichen Thematik widmet sich das Centro rete del progetto "I sentieri della Libertà" in Verzuolo, das die rassistischen Verfolgungen und den Widerstand anhand der 43 Pfade der Freiheit (sentieri della Libertà) in der Provinz Cuneo dokumentiert. Es befindet sich im Palazzo Drago, Via Marconi 13. Im Inneren des Palastes befindet sich das Museo Drago, das zahlreiche Exponate ausstellt, die von Graziana Colla Drago gestiftet worden sind. Ihre Familie hatte den Palast 1873 an die Kommune verkauft.

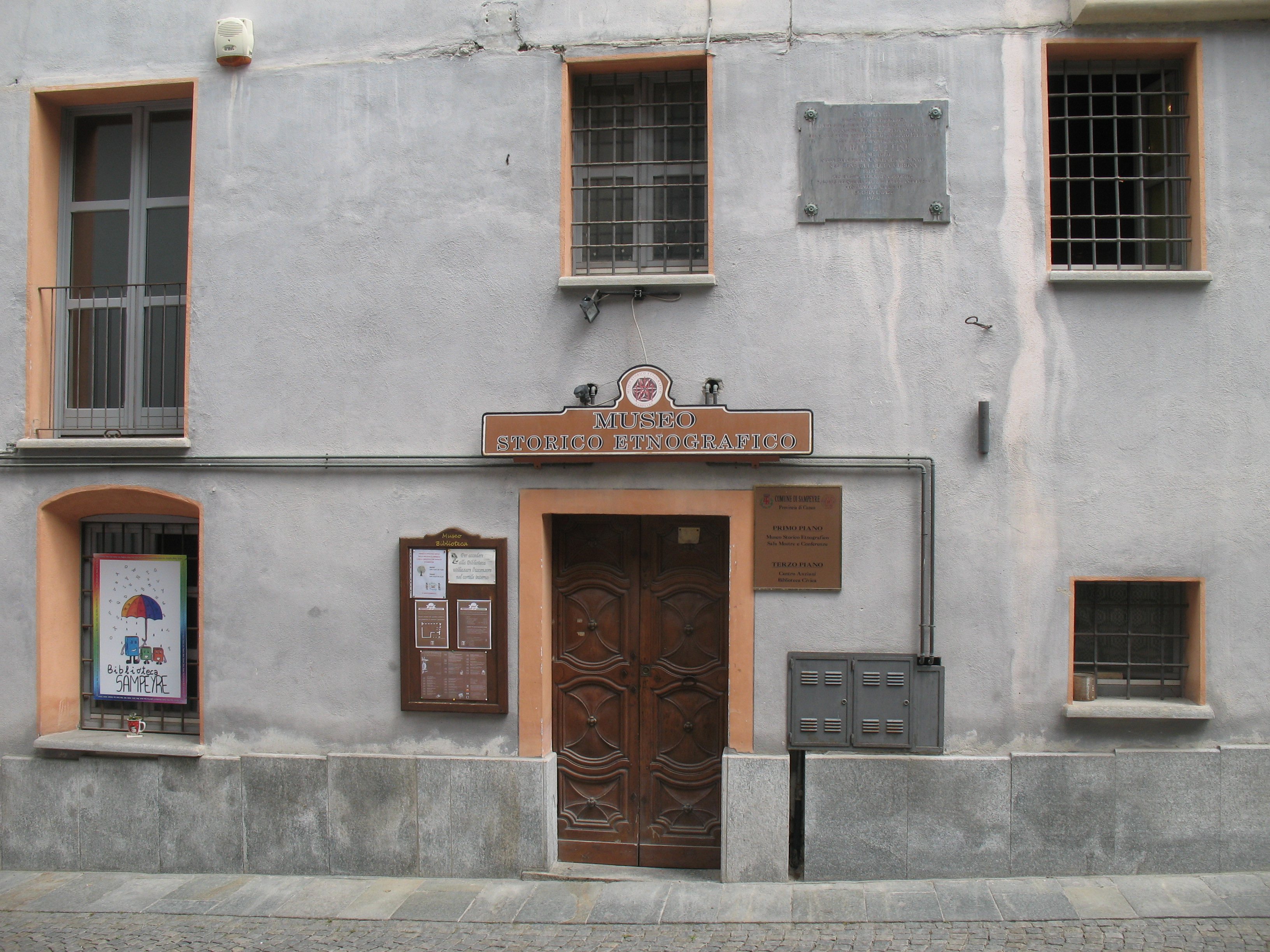
Museo storico etnografico in Sampeyre, Via Roma 27

In Sampeyre entstand ein weiteres Museo storico etnografico. Es bietet Exponate zu den wichtigsten Landhandwerken.
Venasca besitzt mit der Fabbrica dei Suoni das erste Museum Italiens, das sich ausschließlich mit Klang und Musik beschäftigt. Es geht auf Cristiano Cometto e Mattia Sismonda zurück und wurde 2007 eröffnet.
2012 eröffnete in Isasca mit der Alfabetulla ein didaktisches Zentrum zum Themenkreis Baum, Holz und dessen Verarbeitung.

### Überblick
- Francesca Santero: La riqualificazione del patrimonio edilizio esistente della seconda metà del 900 nello spazio alpino : strategie di intervento su un edificio residenziale a Sampeyre - Valle Varaita, Corso di laurea in architettura costruzione città, Turin 2014 (Capitolo 3: La valle Varaita).
- Paolo Mellano: La Valle Varaita (Media e Alta Valle, Valle di Chianale e Valle di Bellino), Stilgraf, Santuario di Vicoforte 2003.

### Wirtschaft
- Giovanni Paludi, Paolo Zeppetella: Valorizzare le risorse della valle Varaita: legno, energia, edilizia: analisi e proposte del progetto CAPACities, L’Artistica, Savigliano 2011.

### Archäologie, Geschichte
- Roberto D'Amico: L'anima segreta della Val Varaita. Viaggio insolito alle radici della storia tra reperti archeologici, simboli, miti e leggende, Priuli & Verlucca, Aosta 2000.
- Riccardo Baldi: Arte rupestre in valle Varaita, in: Novel Temp 38 (1991) 19–24.
- Augusta Lange: Abitanti e fuochi nell'Alta Val Varaita dal 1334 al 1480, in: Bollettino della società per gli studi storici, archeologici ed artistici della provincia di Cuneo 85,2 (1981) 523–532.
- Almerino De Angelis: Indagine preliminiare su gruppi di incisioni postmedioevali della media val Varaita (Cuneo), in: Archeologia Postmedievale 10 (2006) 81–105 (Felsritzungen im mittleren Tal ab dem frühen 16. Jahrhundert).
- Almerino De Angelis: L'incursione del Berwick in Val Varaita nel 1712: il saccheggio di Melle, in: Bollettino della Società per gli Studi Storici, Archeologici ed Artistici della Provincia di Cuneo 86 (1982) 129–147.
- Elena Garellis: L'alta Valle Varaita a metà Settecento. Don Bernard Tholosan e le sue «Memorie storiche sui fatti d'arme occorsi nella valle di Vraita nella guerra del 1742», Società per gli studi storici, archeologici ed artistici della provincia di Cuneo, Cuneo 2001.
- Dionigi Albera, Manuela Dossetti, Sergio Ottonelli: Società ed emigrazione nell'alta valle Varaita in età moderna, in: Bollettino Storico Bibliografico Subalpino 86 (1988) 117–169 (Emigration aus dem Tal).
- Piero Balbo: Combattere in Valle Varaita. Da Valcurta 1944 a Valmala 1945, Fusta, 2015 (über die 20 Monate des Partisanenkrieges).
- Aldo Alessandro Mola, Miche Berra: Un imprenditore europeo, una terra di confine. Luigi Burgo e la Valle Varaita, Cassa di Risparmio di Cuneo, Cuneo 1993. (Luigi Burgo (1876–1964) war Elektroingenieur und Unternehmer; auf ihn geht das 1899 fertiggestellte Kraftwerk bei Verzuolo zurück, 1905 gründete er die Società Cartiere di Verzuolo.)
- Mario Casavecchi: Partigiani in Val Varaita. Ricordi di un garibaldino, Cuneo 1986 und 2004.
- Marco Ruzzi: Garibaldini in val Varaita 1943-1945. Tra valori e contraddizioni, Istituto Storico della Resistenza, 1997.
- Piero Balbo: Combattere in Valle Varaita. Da Valcurta 1944 a Valmala 1945, fusta editore, o. J.
- Claudio Allais: La Castellata. Storia dell'Alta Valle di Varaita, Fratelli Lobetti Bodoni, Saluzzo 1891, Nachdruck: L'Artistica Editrice, Savigliano 1985.

### Volkskunde
- Silvana Cortona, Rosa O. Chapel, S. Ottonelli: Froli e Sanchet. Il costume femminile in alta Valle Varaita, L'Artistica Editrice, 2015 (Frauenkleidung aus dem Museo del Costume e dell'Artigianato di Chianale als Ausdruck kollektiven Selbstbewusstseins im oberen Tal).
- Dionigi Albera: L'organisation domestique dans l'espace alpin. Équilibres écologiques, effets de frontières, transformations historiques, Thèse d'ethnologie, Université de Provence, 1995.

### Reiseführer
- Sabine Bade, Wolfram Mikuteit: Piemont Wandern. Michael-Müller-Verlag, Erlangen 2010, ISBN 978-3-89953-566-2
- Sabine Bade, Wolfram Mikuteit: Giro del Monviso – Rund um und kreuz und quer durch die Region des Re di Pietra, Fernwege.de, Roxheim 2010, ISBN 978-3-941366-11-4